# Dagmar Geisler
Dagmar Geisler   (Siegen, 30 de setembre de 1958) és una autora i il·lustradora de llibres infantils. Es va criar a Hessia i a l'actualitat viu a prop de Múnic amb la seva família. Entre 1979 i 1984 va estudiar a la Universitat de Wiesbaden. Va realitzar els seus primers treballs com a il·lustradora, mentre estudiava, al departament gràfic de ZDF. Més endavant va fer feines de maquetadora de foto estudi i d'il·lustradora, en aquest segon cas per als diaris Frankfurter Rundschau i Frankfurter Allgemeine Zeitung i per a la televisió local RTL. El Journal Frankfurt li publicà alguna de les seves historietes. A final dels anys 80 del segle xx, treballava a la institució cultural de Frankfurt Romanfabrik, quan començà a escriure llibres infantils, el primer el 1987, com a il·lustradora, al costat del conegut escriptor Manfred Mai. Des de llavors no ha parat i ha publicat més de 50 títols.
A Alemanya ha estat reconeguda per la seva feina amb el segon premi Stiftung Buchkunst al 2003 i el Penzberger Urmel al 2007.

## Títols publicats en català
Títols editats en català de l'autora.
| Títol                                       | Editorial | Any d'edició | ISBN          | Traducció                                  |
| ------------------------------------------- | --------- | ------------ | ------------- | ------------------------------------------ |
| A vegades els meus pares s'enfaden          | Joventut  | 2016         | 9788426143617 | -                                          |
| Jo també vaig ser dins la panxa de la mama? | Joventut  | 2015         | 9788426141316 | Susana Tornero                             |
| La Wanda es fa famosa                       | Cruïlla   | 2013         | 9788466131810 | Elena Martí i Segarra, Coral Romà i Garcia |
| La Wanda va al galop                        | Cruïlla   | 2012         | 9788466130387 | Elena Martí i Segarra, Coral Romà i Garcia |
| La Wanda i els antinenes                    | Cruïlla   | 2012         | 9788466130097 | Elena Martí i Segarra, Coral Romà i Garcia |
| Descobreix el teu cos                       | Elfos     | 2011         | 9788484233480 | -                                          |
| Les sorpreses de la Wanda                   | Cruïlla   | 2011         | 9788466128094 | Elena Martí i Segarra, Coral Romà i Garcia |
| Les notes secretes de la Wanda              | Cruïlla   | 2011         | 9788466128087 | Elena Martí i Segarra, Coral Romà i Garcia |
| A banyar-se, Max!                           | Joventut  | 2003         | 8426132987    | Teresa Farran                              |
| Bon profit, Max!                            | Joventut  | 2003         | 8426132944    | Teresa Farran                              |
| En Max juga a la sorra                      | Joventut  | 2003         | 8426132960    | Teresa Farran                              |
| En Max té un tricicle                       | Joventut  | 2003         | 8426133002    | Teresa Farran                              |
| En Max no té son                            | Joventut  | 2001         | 8426132081    | -                                          |
| L'Oriol i la minibruixa                     | Cruïlla   | 2000         | 8482869574    | Núria Font i Ferré                         |